# Maurice Blanchot
Maurice Blanchot fr.: mo'ʀis blɑ̃:'ʃo, (ur. 22 września 1907 w Quain w gminie Bourgogne zm. 20 lutego 2003 w Le Mesnil-Saint-Denis) – francuski pisarz, filozof i teoretyk literatury, jeden z prekursorów nowej powieści. Przyjaciel Emmanuela Levinasa. Zainspirował wielu myślicieli poststrukutralistycznych, w tym Jacques'a Derridę.

## Życiorys
W latach 30. XX wieku pisał artykuły dla skrajnie prawicowej prasy, wymowa artykułów była anty-komunistyczna i anty-kapitalistyczna. Niewiele wiadomo na temat jego życia w okresie II Wojny Światowej. Uratował Emanuela Levinasa przed deportacją do obozu koncentracyjnego. W tym okresie zaprzyjaźnił się z Georges'm Bataille'm. Po wojnie publikował w czasopismach L’Arche (redagowaym przez Andre Gide'a, Les Temps Modernes (redagowanym przez Sartre'a), Critique (redagowanym przez Bataille'a). W latach 40. i 50 opublikował 5 powieści. W latach 50. zaangażował się politycznie po stronie przeciwników generała De Gaulle'a. W 1960 roku był jednym z sygnatariuszy Manifestu 121 - listu otwartego francuskich intelektualistów, w którym wzywają do uznania prawa Algierii do niepodległości. Pod koniec lat 60. wycofał się z życia publicznego, nie udzielał wywiadów, nie komentował spraw publicznych. 

## Poglądy
Uważał, że literatura umyka definicji, pojęcie literatury ma swoje odrębne znaczenie, które nie ma nic wspólnego z moralnością czy polityką. Doświadczenie czytania danego tekstu nie daje się zmieścić w słowach. Choć istnieje cały przemysł literacki, teoria, krytycy, to jednak tworzone w ramach tych praktyk teksty nie wyczerpują tekstów literackich. Blanchot podkreśla, że w rozumieniu tekstu kluczowe nie są intencje autora lub nasze własne doświadczenia, ale raczej autonomia samego tekstu.

## Twórczość
Literatura piękna
- Thomas l'obscur (1941), wyd. polskie Tomasz Mroczny (2009)
- L'Arrêt de mort (1948), wyd. polskie Wyrok śmierci (2021)
- Le Très-Haut (1949)
- Le Pas au-delà (1973)
- La Folie du jour (1973), wyd. polskie Szaleństwo dnia (2009)
- L'Instant de ma mort (1994)

Prace teoretyczne lub filozoficzne
- Faux pas (1943)
- La Part du feu (1949)
- L'Espace littéraire (1955), wyd. polskie Przestrzeń literacka (2016)
- L'Entretien infini (1969)
- L'Ecriture du désastre (1980)
- Le Livre à venir (1959)
- De Kafka à Kafka (1981), wyd. polskie Wokół Kafki (1996)
- Une voix venue d'ailleurs (2002)